# Abdulaziz Buteflika
Abdulaziz Buteflika (Oujda, MAroko, 20. ožujka 1937. – 17. rujna 2021.), alžirski je političar koji je bio predsjednik Alžira gotovo 20 godina, od 1999. do svoje ostavke 2019. Prije nego što je postao predsjednik, bio je ministar vanjskih poslova Alžira od 1963. do 1979. godine. Bouteflika je dao ostavku 2. travnja 2019. nakon višemjesečnih masovnih protesta. S gotovo 20 godina vlasti, bio je alžirski šef države s najdužim stažem.

## Vladavina
Bio je izabran za predsjednika Alžira 1999., 2004., 2009. i 2014. godine. Buteflika je bio aktivan na međunarodnoj sceni, predsjedavajući onim što su mnogi okarakterizirali povratkom Alžira u međunarodne poslove, nakon gotovo desetljeća međunarodne izolacije. Predsjedavao je Afričkom unijom od 1999. do 2000. godine, osigurao Alžirski mirovni sporazum između Eritreje i Etiopije i podržao mirovne napore u regiji Velikih afričkih jezera. Također je osigurao ugovor o prijateljstvu s obližnjom Španjolskom 2002. godine, a francuskog predsjednika Chiraca dočekao je u državnom posjetu Alžiru 2003. To je bilo zamišljeno kao uvod u potpisivanje sporazuma o prijateljstvu. Alžir je bio posebno aktivan u afričkim odnosima i u popravljanju veza sa Zapadom, kao i pokušaj da donekle oživi svoju ulogu u pokretu nesvrstanih. Međutim, igrao je ograničeniju ulogu u arapskoj politici, svojoj drugoj tradicionalnoj sferi interesa. Odnosi s Kraljevinom Maroko ostali su prilično napeti, s diplomatskim sukobima po pitanju Zapadne Sahare.
Buteflika je 2013. doživio teški moždani udar. Dana 10. veljače 2019., priopćenje za tisak koje je potpisao dugovječni Buteflika najavljujući da će tražiti peti uzastopni mandat izazvalo je veliko nezadovoljstvo. Mladi prosvjednici zahtijevali su uklanjanje njegove slike iz gradskih vijećnica u dane prije nacionalnih demonstracija 22. veljače, organiziranih putem društvenih mreža. Oni u Alžiru, gdje su ulični protesti ilegalni, bili su najveći u gotovo 18 godina. Prosvjednici su strgali gigantski poster Buteflike sa znamenite središnje pošte u Alžiru. 11. ožujka 2019., nakon dugotrajnih protesta, Buteflika je najavio da neće tražiti novi mandat. Međutim, njegovo odustajanje od izbora nije bilo dovoljno za okončanje protesta. U nedjelju, 31. ožujka 2019., Buteflika je zajedno s premijerom Noureddine Bedouijem koji je preuzeo dužnost 20 dana ranije, formirao 27-članu vladu, a samo je 6 imenovanih zadržano iz odlazeće administracije predsjednika. Sljedećeg dana, 1. travnja, Buteflika je najavio da će dati ostavku do 28. travnja 2019. Na kraju je 2. travnja, na zahtjev načelnika generalštaba vojske, dao ostavku.
Umro je od srćanog udara 17. rujna 2021., u dobi od 84 godine, u svojem domu u Zéraldai.

## Privatni život
Tijekom svog predsjedništva Abdelaziz Bouteflika ne daje nikakve informacije o svom privatnom životu. 1990. vjenčao se s Amal Triki, kćer diplomata Yahia Triki. Nemaju djece, rezvedeni su, a ona živi u Parizu. Buteflika je musliman i visok je 1,59 cm. 